# Ahmed Madani
Ahmed Jamil Madani (arabisch أحمد جميل ميمون مدني, DMG Aḥmad Ǧamīl Maimūn Madanī; * 6. Januar 1970 in Dschidda) ist ein ehemaliger saudi-arabischer Fußballspieler.

## Karriere

### Klub
In seiner kompletten Karriere spielte er von der Saison 1985/86 bis zur Saison 1999/2000 für al-Ittihad. Mit seiner Mannschaft wurde er dreimal Meister der nationalen Liga, sowie viermal Pokalsieger. In der Saison 1998/99 gewann er mit seinem Team den AFC Cup.

### Nationalmannschaft
Nach der U20 hatte er seinen ersten bekannten Einsatz für die saudi-arabische Nationalmannschaft am 5. Dezember 1988 im ersten Gruppenspiel der Asienmeisterschaft 1988 bei dem 0:0 gegen Kuwait. Er gewann mit seiner Mannschaft den Titel. 1999 spielte er während der Qualifikation für die Weltmeisterschaft 1990. Bei den Asienspielen 1990 kam er mit seiner Mannschaft ins Viertelfinale.
Nach einer Pause wurde er 1992 im Golfpokal eingesetzt. 1993 zunächst in Freundschaftsspielen aktiv, spielte er dann in der Qualifikation zur Weltmeisterschaft 1994. Bei der Endrunde erreichte er mit seiner Mannschaft die Runde der besten sechzehn, wo man gegen Schweden ausschied. Auch am Golfpokal 1994 nahm er teil.
Im nächsten Jahr war er mit seiner Mannschaft beim König-Fahd-Pokal 1995 aktiv. Im Jahr darauf fand die Asienmeisterschaft 1996 statt, für die er sich mit seinem Team in den davorliegenden Qualifikationsspielen auch erfolgreich qualifizierte. Bei der Endrunde kam die Mannschaft nicht über die Gruppenphase hinaus. Kurz vor dem Turnier nahm er am Golfpokal 1996 teil.
Das Jahr 1997 stand im Zeichen der Qualifikation für die Weltmeisterschaft 1998. Im Folgejahr kam er bei zwei Freundschaftsspielen letztmals für die Nationalmannschaft zum Einsatz.